# Aurélia de Sousa
Maria Aurélia Martins de Souza, conhecida como Aurélia de Sousa (Valparaíso, 13 de Junho de 1866 – Porto, 26 de Maio de 1922), foi uma pintora luso-chilena. Era irmã da pintora Sofia Martins de Souza e tia da pintora e coleccionadora de arte Marta Ortigão Sampaio, detentora original do espólio exposto na Casa-Museu Marta Ortigão Sampaio do Porto.

## Biografia

### Primeiros Anos
Maria Aurélia Martins de Souza nasceu a 13 de junho de 1866, dia de Santo António, em Valparaíso, Chile, sendo filha de António Martins de Souza e de Olinda Peres, ambos emigrantes portugueses que partiram para o Brasil e o Chile em busca de fazer fortuna na construção do caminho-de-ferro na América do Sul, sendo a quarta dos sete filhos do casal.
Em 1869, com apenas 3 anos de idade, acompanhou o regresso da sua família a Portugal, que se fixou na cidade do Porto e passou a residir na Quinta da China, junto ao rio Douro, tendo a propriedade sido comprada por seu pai com o dinheiro ganho durante a sua emigração. Em 1874, quando Aurélia tinha apenas oito anos, o seu pai faleceu. Após a morte do pai, a sua mãe voltou a casar-se em 1880.

### Formação Artística

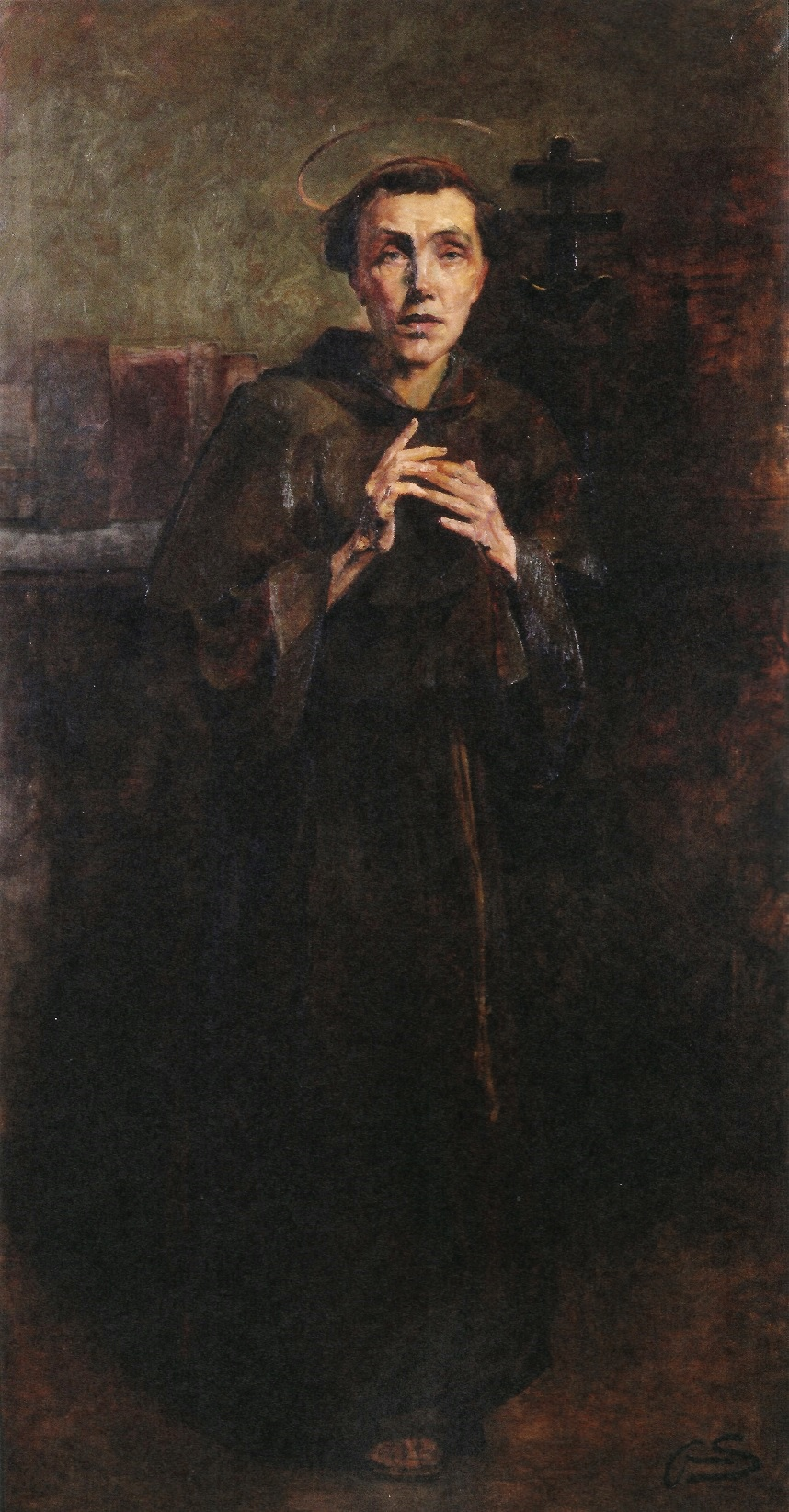
"Santo António" (1902), pintura a óleo de Aurélia de Sousa, Casa-Museu Marta Ortigão Sampaio, Porto

Aos dezasseis anos, Aurélia de Sousa começou a ter lições de desenho e pintura com Caetano Moreira da Costa Lima, distinto discípulo de Auguste Roquemont, tendo realizado o seu primeiro auto-retrato durante esse período. Em 1893, entrou, juntamente com a sua irmã Sofia de Souza, na Academia Portuense de Belas-Artes, onde foi aluna de João Marques de Oliveira, o qual muito influenciou a sua obra.

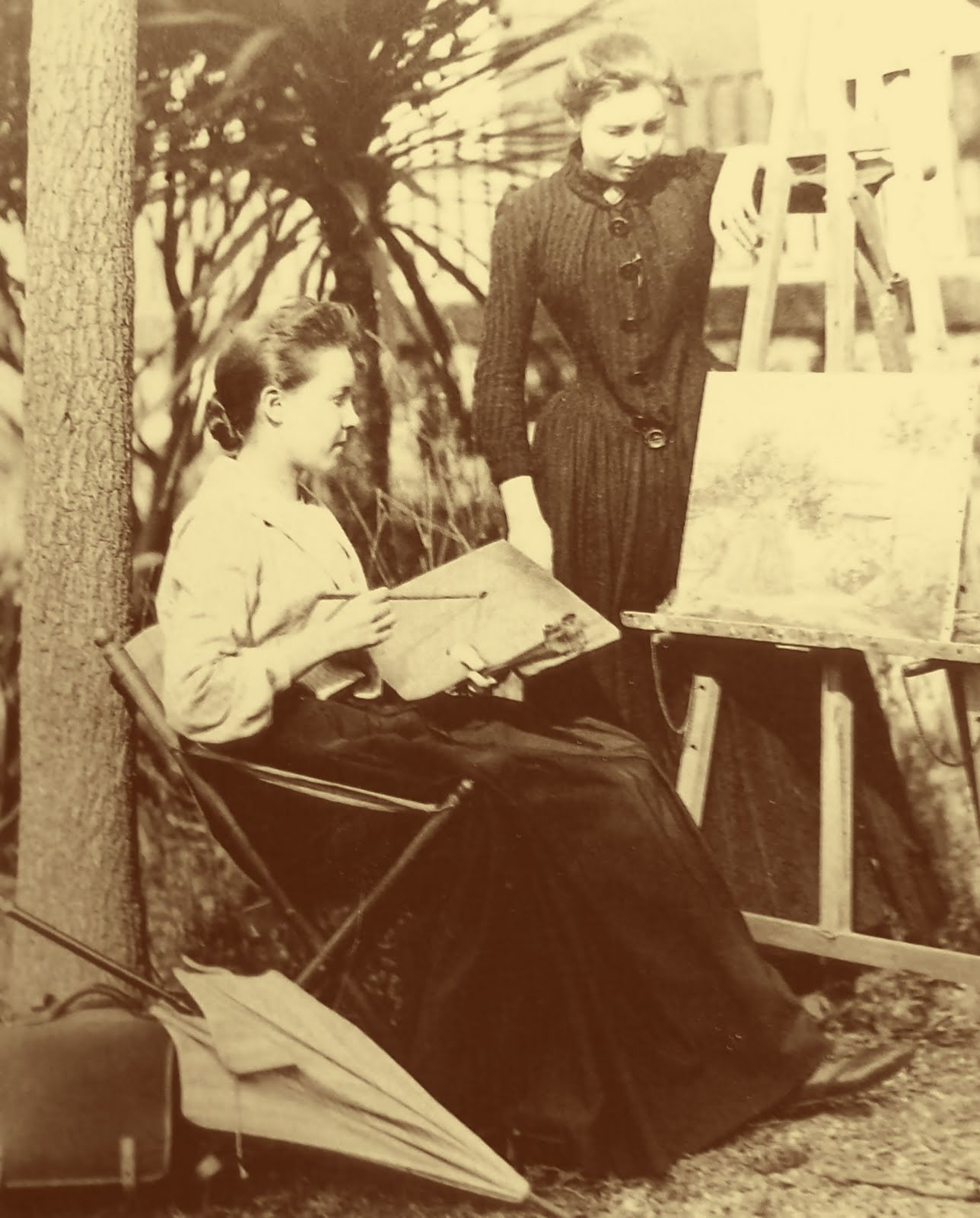
Aurélia de Sousa e a sua irmã Sofia Martins de Souza, Porto (1895)

Entre 1893 e 1896 integrou diversas exposições, como as Exposições dos Trabalhos Escolares dos Alunos da Academia Portuense de Belas-Artes Considerados Dignos de Distinção, as Exposições de Belas-Artes do Ateneu Comercial do Porto e vários certames promovidos por António José da Costa, João Marques de Oliveira e Júlio Costa. No seu percurso académico provou ser uma aluna exemplar e talentosa, tendo estudado Desenho Histórico e num só ano completado o primeiro e segundo ano do curso de Pintura Histórica, para além de ter terminado o terceiro ano com a classificação final de dezasseis valores. Apesar desses esforços, por ter mais de 25 anos e não ter direito a bolsas financeiras, Aurélia não chegou a terminar o quarto e último ano que faltavam para completar o curso.
Em 1898, com a ajuda monetária das suas irmãs mais velhas Helena Souza Dias, casada com José Augusto Dias, influente empresário e fundador de uma das mais conhecidas casas bancárias do Porto, e Maria Estela Souza Sampaio, casada com Vasco Ortigão Sampaio, engenheiro, colecionador e mecenas das artes, sobrinho do escritor Ramalho Ortigão, Aurélia mudou-se para Paris, França, onde frequentou, na Academia Julian, os cursos de Jean-Paul Laurens e de Jean-Joseph Benjamin-Constant. Durante a sua estadia, Aurélia realizou as suas primeiras exposições além fronteiras, pintou o famoso "Auto-retrato", com o casaco vermelho, entre outras ilustres obras, e ganhou alguns concursos de pintura.
Em 1900, a sua irmã e pintora Sofia de Souza juntou-se a ela em Paris, financiada pela sua sobrinha D. Luciana Augusta Souza Dias Gaspar e irmã mais velha Maria Estela Souza Sampaio. Um ano depois as duas irmãs Sousa, que escolheram dedicar-se à pintura, decidiram viajar pela Europa, tendo visitado inúmeras galerias de arte e os principais museus de Bruxelas, Antuérpia, Berlim, Roma, Florença, Veneza, Madrid e Sevilha. Durante essas viagens, Aurélia de Sousa aprofundou o seu gosto pela pintura flamenga, tomando-a como uma forte inspiração em algumas das suas obras.

### Exposições e Carreira Artística

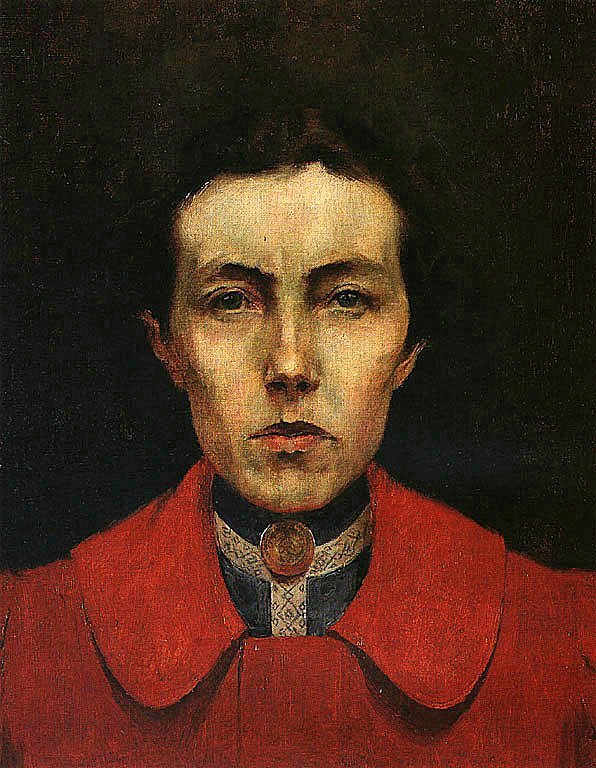
"Auto-retrato" (1900), pintura a óleo de Aurélia de Sousa

De regresso a Portugal, Aurélia também desenvolveu uma intensa actividade artística e profissional como ilustradora, colaborando com diversos periódicos e publicações literárias, tais como a revista Portugália: Materiaes para o Estudo do Povo Portuguez, dirigida pelo arquitecto e escritor Ricardo Severo, ou a obra "Elegia Pantheista a uma Mosca" do poeta Manuel Duarte de Almeida, continuou a participar regularmente na vida artística portuense, expondo na Sociedade de Belas-Artes do Porto (de 1909 a 1911), na Galeria da Misericórdia (1908, 1909, 1911 e 1912), no Palácio de Cristal (1917), no Ateneu Comercial do Porto ou ainda no Salão de festas do Jardim Passos Manuel (1921), assim como também participou anualmente nas exposições da Sociedade Nacional de Belas-Artes, em Lisboa (de 1916 a 1921).
Participou ainda em diversas exposições colectivas, deu aulas particulares de pintura no seu atelier e aventurou-se noutros meios artísticos, tais como na pintura do azulejo e na fotografia, utilizando os seus auto-retratos e composições fotográficas como rascunhos ou estudos de poses e luz para depois realizar as suas pinturas.
Em 1907, foi convidada por António Teixeira Lopes a presidir à Sociedade de Belas-Artes do Porto, contudo declinou a oferta. Anos mais tarde, rejeitou novamente o convite para sócia da mesma sociedade artística, por lhe ter sido negada uma sala de exposição, tal como era habitual para os novos membros.

### Últimos Anos de Vida
Devido à sua saúde frágil, a artista portuguesa passou os últimos anos de sua vida na Quinta da China, onde possuía um atelier e um laboratório de revelação fotográfica. Até à sua morte, continuou a produzir novas obras de carácter mais intimistas, representando maioritariamente cenas do quotidiano, quase sempre interiores, onde a figura feminina estava sempre presente, ora exercendo tarefas do dia a dia ora contemplando o seu redor em silêncio e em paz, reflectindo assim sentimentos como a solidão, a saudade e a memória.

### Morte
Aurélia de Sousa faleceu no Porto, a 26 de maio de 1922, aos 55 anos de idade. Apesar da causa ser desconhecida, estudos recentes apontam para que tenha sido vítima de tuberculose prolongada. Nunca se casou nem deixou descendência directa, deixando em testamento quase todo o seu espólio para as suas sobrinhas. Encontra-se sepultada no Cemitério do Prado do Repouso, na mesma cidade, em jazigo de família.

## Obra
Referida na história da pintura portuguesa da segunda metade do século XIX e início do século XX como uma presença inquestionável, figurando o seu nome ao lado dos pintores António da Silva Porto, João Marques de Oliveira, Columbano Bordalo Pinheiro, José Malhoa, José Júlio de Sousa Pinto, Artur Loureiro, João Vaz, Henrique Pousão, Eugénia Moreira ou António Carneiro, a sua obra denota influência dos estilos de pintura mais inovadores do seu tempo.
Desenvolveu um estilo naturalista muito pessoal, não se prendendo a definições de movimentos estilísticos, apesar de retirar influências dos estilos realistas, impressionistas, pós-impressionistas e da pintura flamenga. Realizou obras de diferentes géneros, sendo a maioria retratos e autorretratos, cenas do quotidiano popular, interiores, paisagens, naturezas-mortas e flores.
Nas palavras da biógrafa e historiadora Raquel Henriques da Silva, a obra de Aurélia de Sousa "regista a silenciosa narrativa da casa: a presença da velha mãe, os afazeres das mulheres e das crianças, os cantos escuros da cozinha e do atelier, as tardes em que a luz se confunde com os fatos de verão, os caminhos campestres ou as vistas do rio. Pratica uma pintura vigorosa, raramente volumétrica, detida na análise das sombras para nelas captar a luz".
Entre as suas principais obras, caracterizadas pela força da expressão técnica e artística, encontram-se "Santo António" (1902), para a qual a artista fotografou-se vestida de Santo António, santo padroeiro do dia em que nasceu, de modo a depois o retratar, "Cabeça de italiano", "Cena familiar" (1911), "No Atelier" (1916), "À Sombra" (1910), "Moinho-Granja", também referido como "Moinho de Vento", "Porcelanas antigas", "Cristo ressuscitando e a filha de Jairo", "Rio Douro-Areinho", "Auto-retrato da Gola Branca" (1895), "Auto-retrato do Laço Negro" (1895) e "Auto-retrato" (1900), uma das obras-primas mais reconhecidas da pintura portuguesa de todos os tempos.
Parte da sua obra encontra-se hoje em colecções privadas, nomeadamente na colecção de José Caiado de Sousa, ou ainda em exposição museológica permanente no Museu Nacional de Soares dos Reis e na Casa-Museu Marta Ortigão Sampaio, ambos na cidade do Porto, assim como no Museu Nacional de Arte Contemporânea do Chiado, em Lisboa.

Pinturas a óleo de Aurélia de Sousa
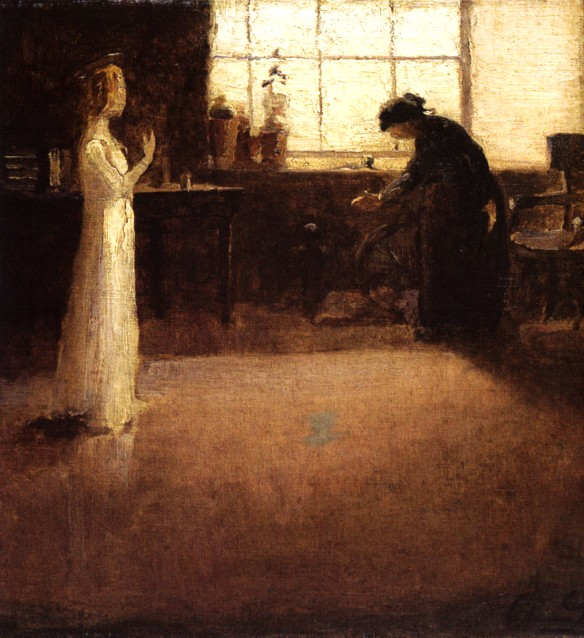
Visitação (1893)
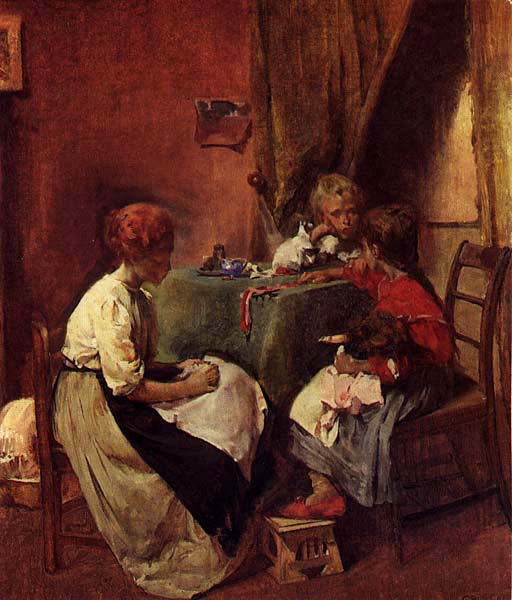
Cena Familiar (1911)
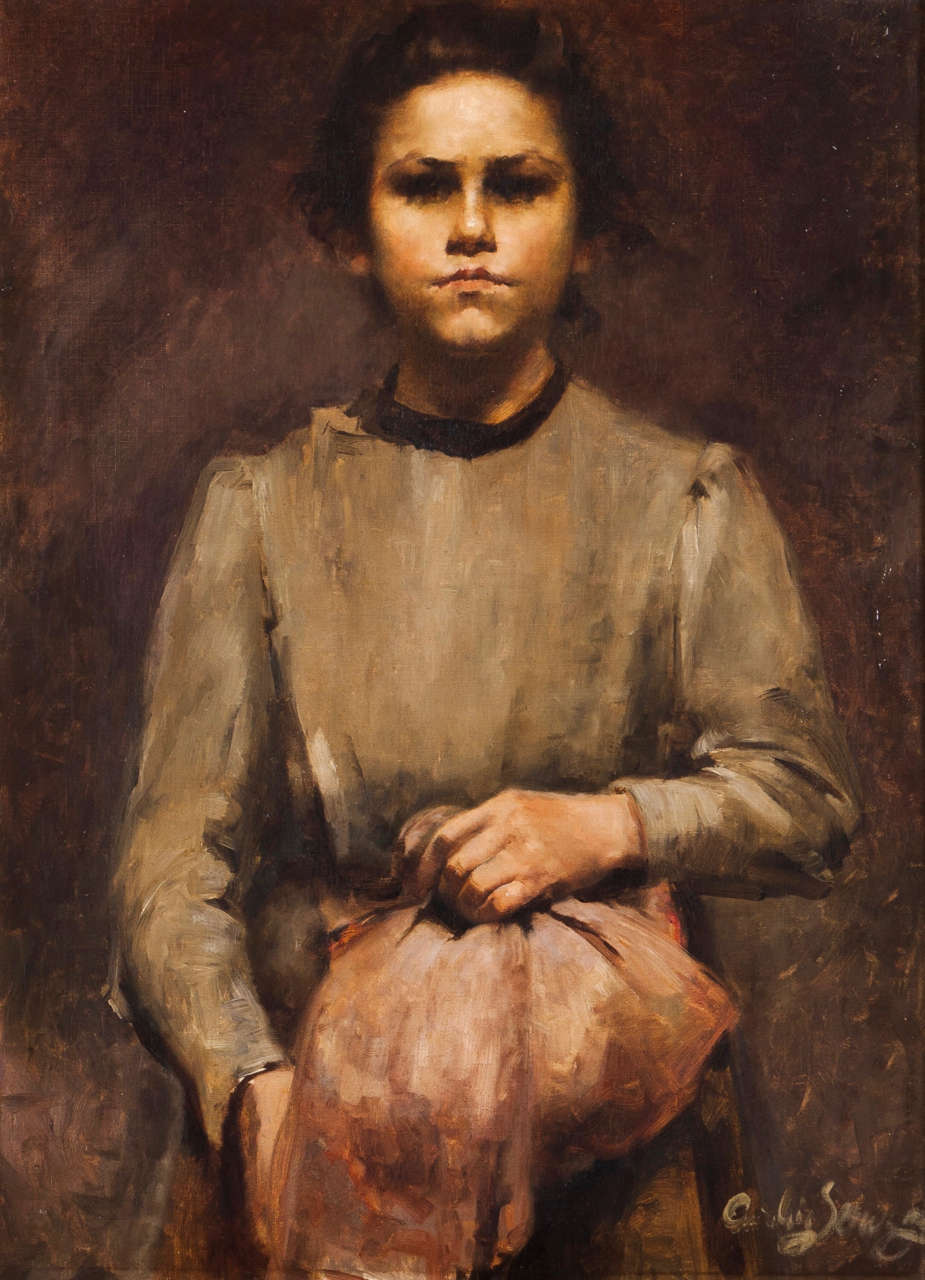
Retrato de Menina
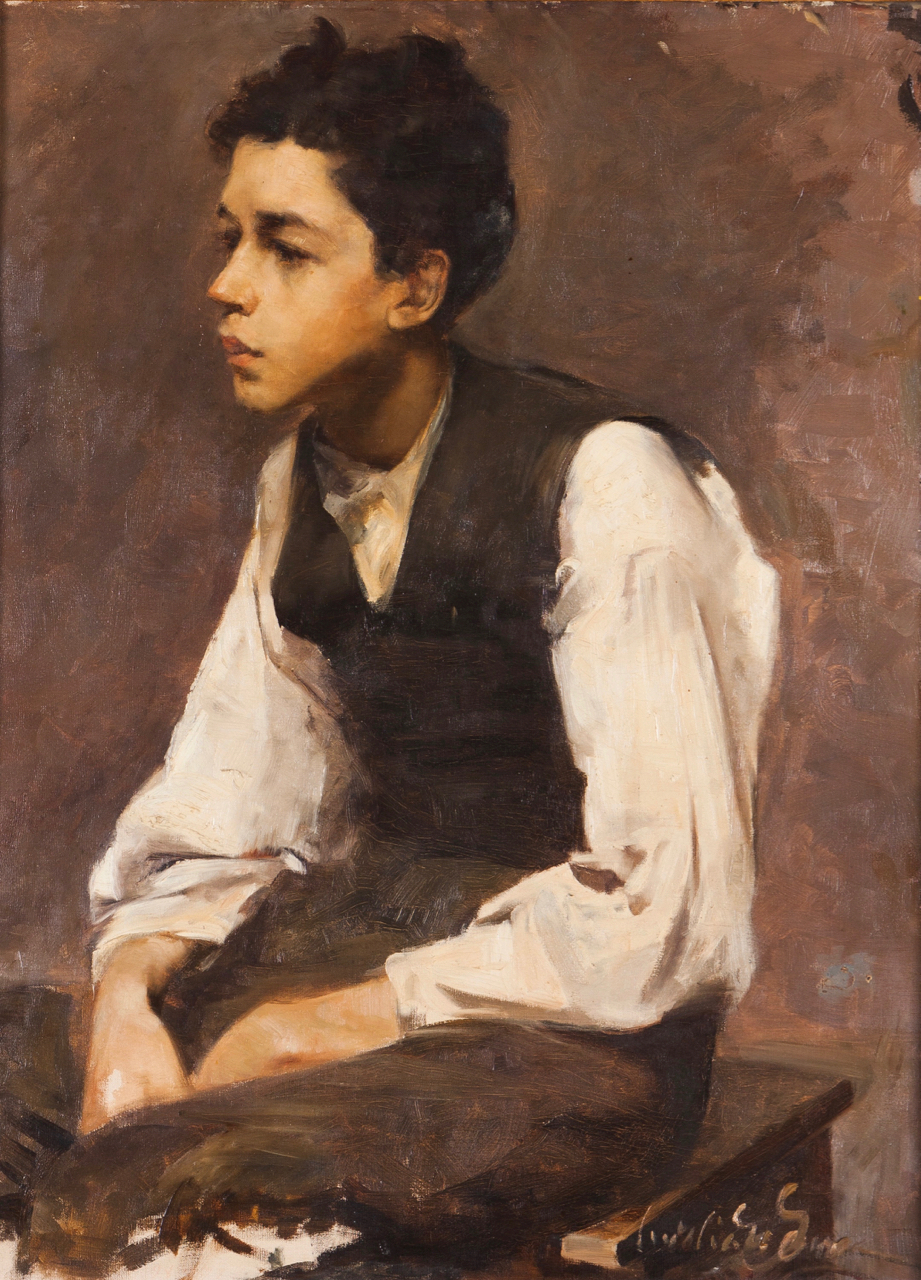
Retrato de Rapaz
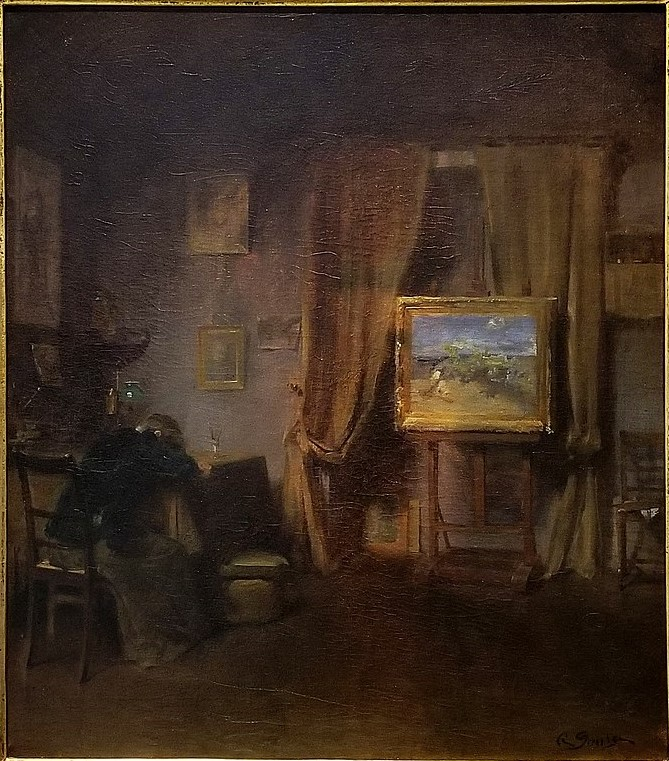
No atelier (1916)
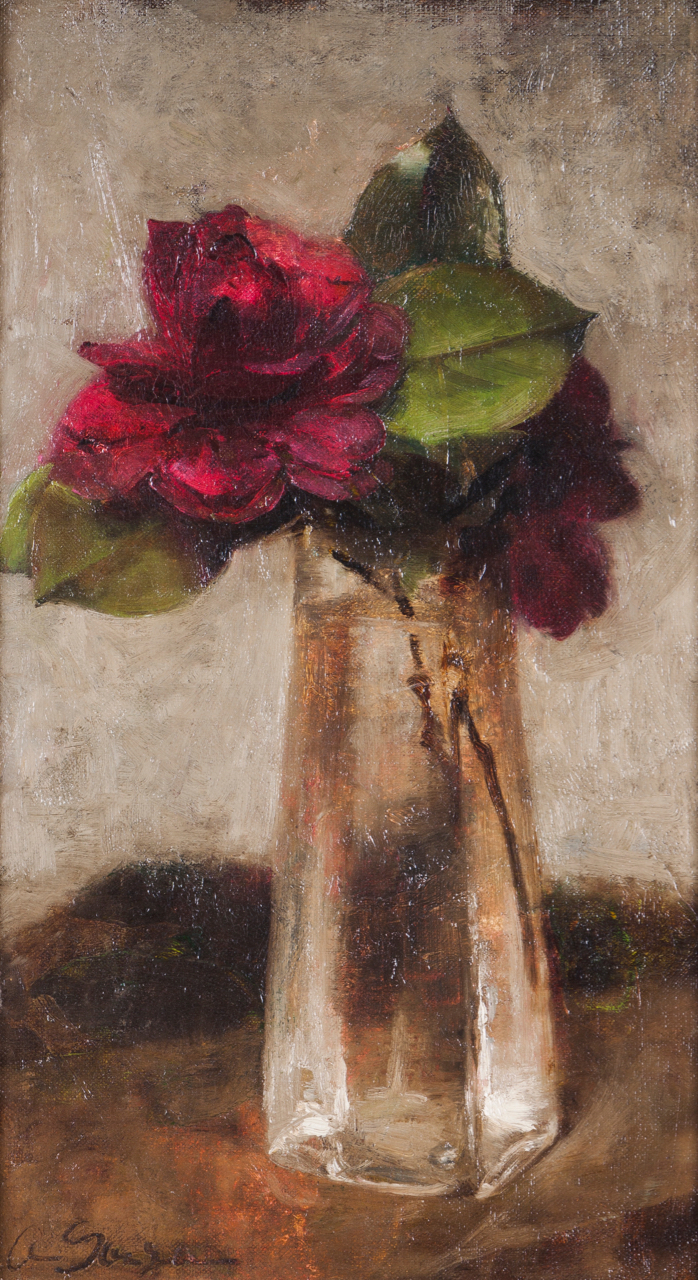
Jarra com flores
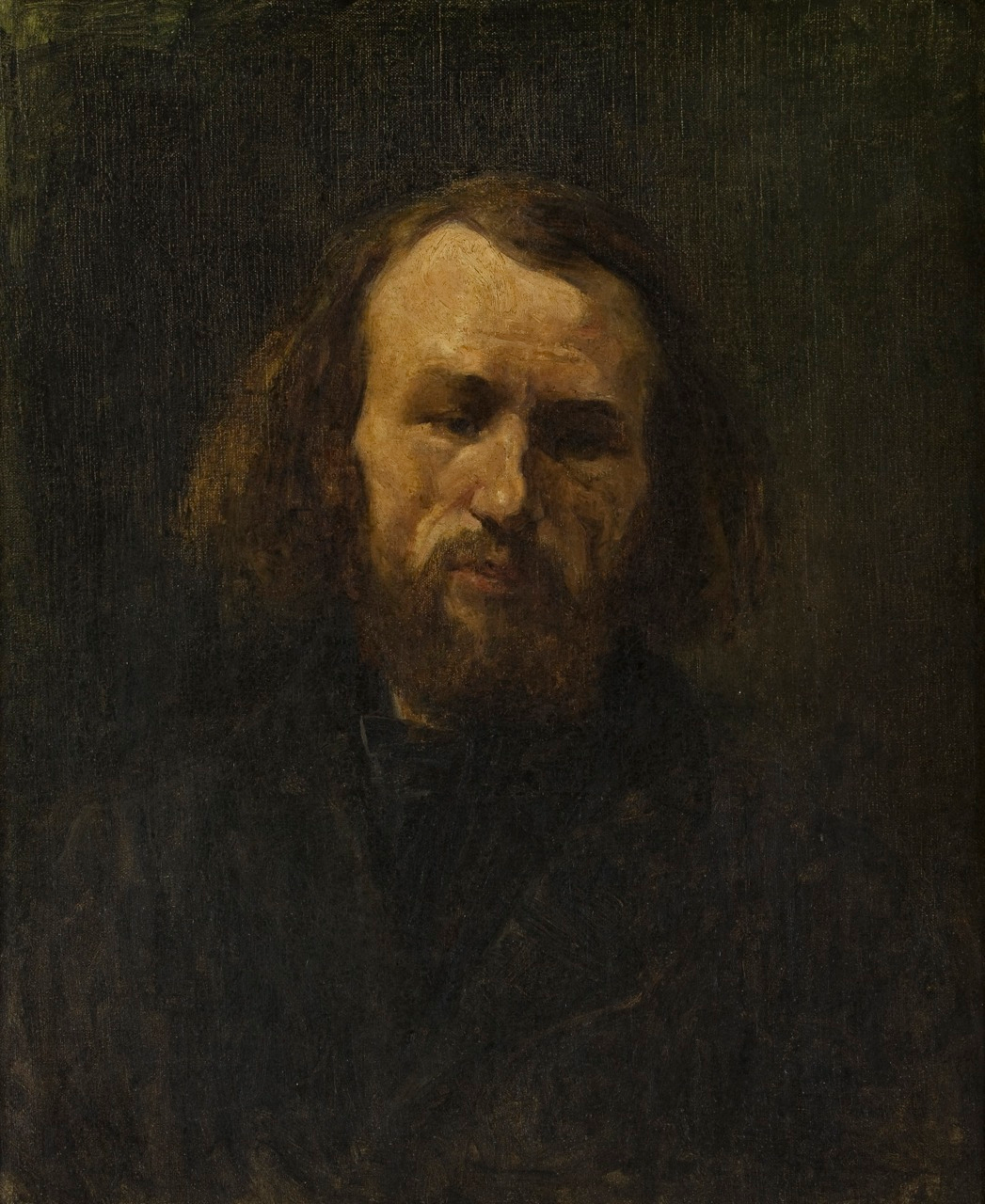
Retrato/Sem Título

## Homenagens e Legado

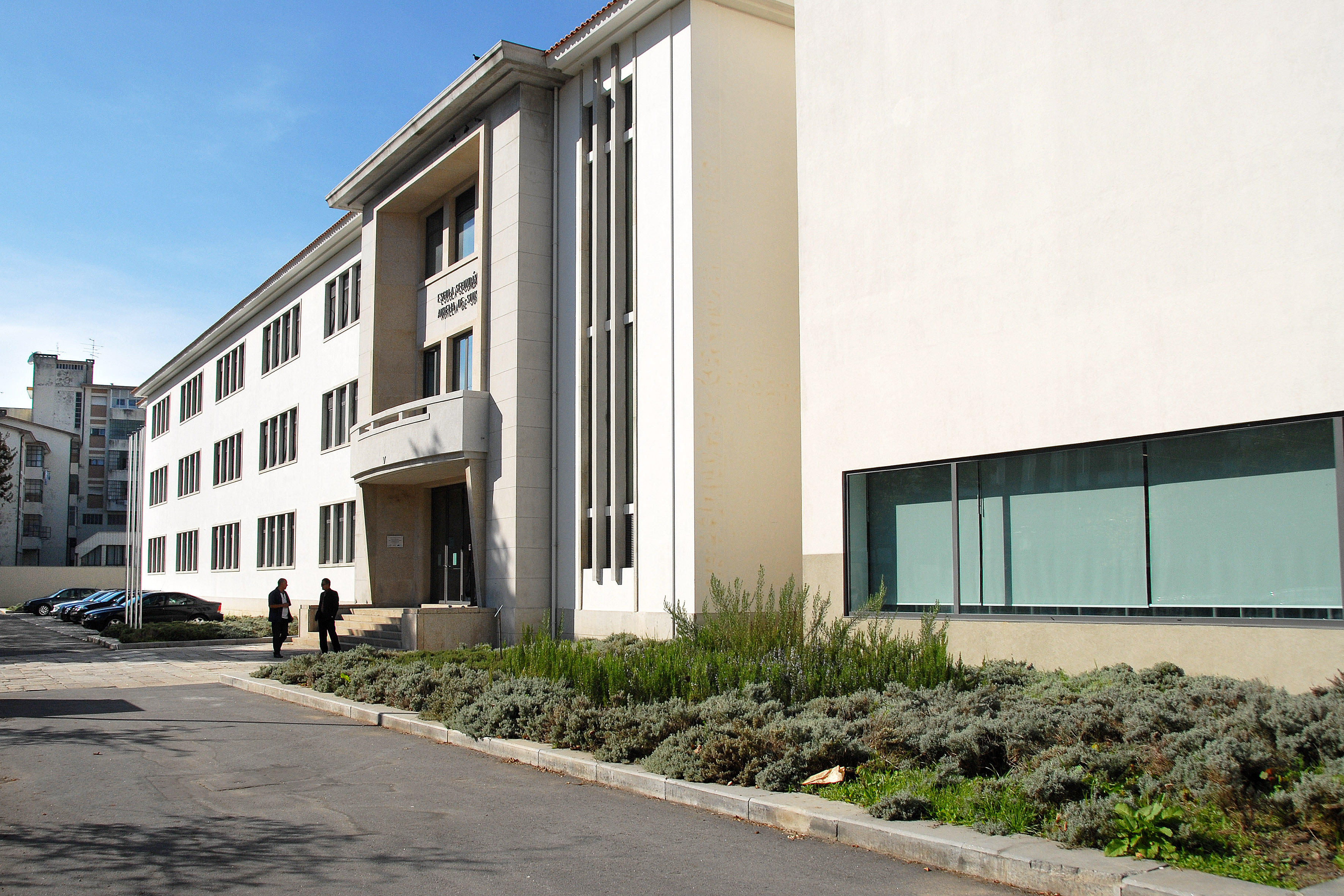
Escola Aurélia de Sousa, Bonfim, Porto

Desde o seu falecimento, várias localidades portuguesas adoptaram o seu nome na sua toponímia, sendo possível encontrar ruas e pracetas com o nome da artista nos concelhos de Gondomar, Matosinhos, Porto, Seixal e Tavira.

Postumamente, em 1936, foi realizada a primeira exposição retrospectiva da sua obra, denominada Exposição de Homenagem Póstuma à Grande Pintora Aurélia de Souza, no Salão de Belas Artes do antigo Palácio de Cristal, que contava com 266 obras, quase todas provenientes de colecções particulares. Desde então várias exposições foram realizadas com a intenção de expor e homenagear a obra da artista portuguesa, nomeadamente no Museu Nacional de Soares dos Reis, na Livraria Portugália, na Fundação Calouste Gulbenkian ou no Palácio Nacional da Ajuda.

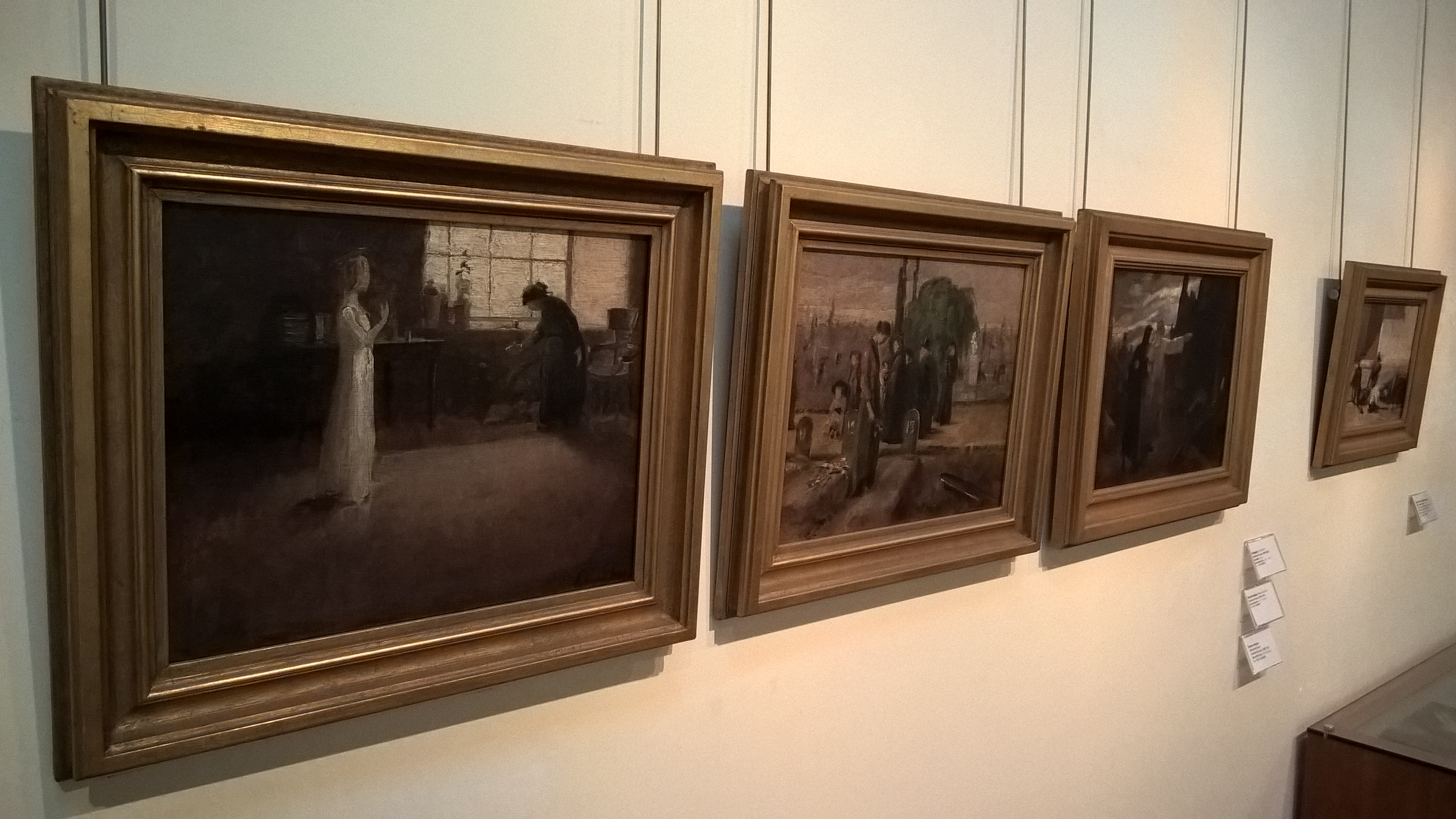
Exposição no Museu Nacional de Soares dos Reis

Destinando-se inicialmente ao ensino feminino, a Escola Industrial Aurélia de Sousa, no Bonfim, Porto, foi criada em 1948, fruto de várias iniciativas para reformar o sistema de educação e apoiar o ensino técnico, ficando também a administrar a Escola de Artes e Ofícios de Vila do Conde e as suas oficinas. Actualmente, com o nome de Escola Secundária Aurélia de Sousa, a escola tem sido considerada uma das escolas públicas mais bem classificadas do país, nomeadamente nos anos de 2009 e 2010.

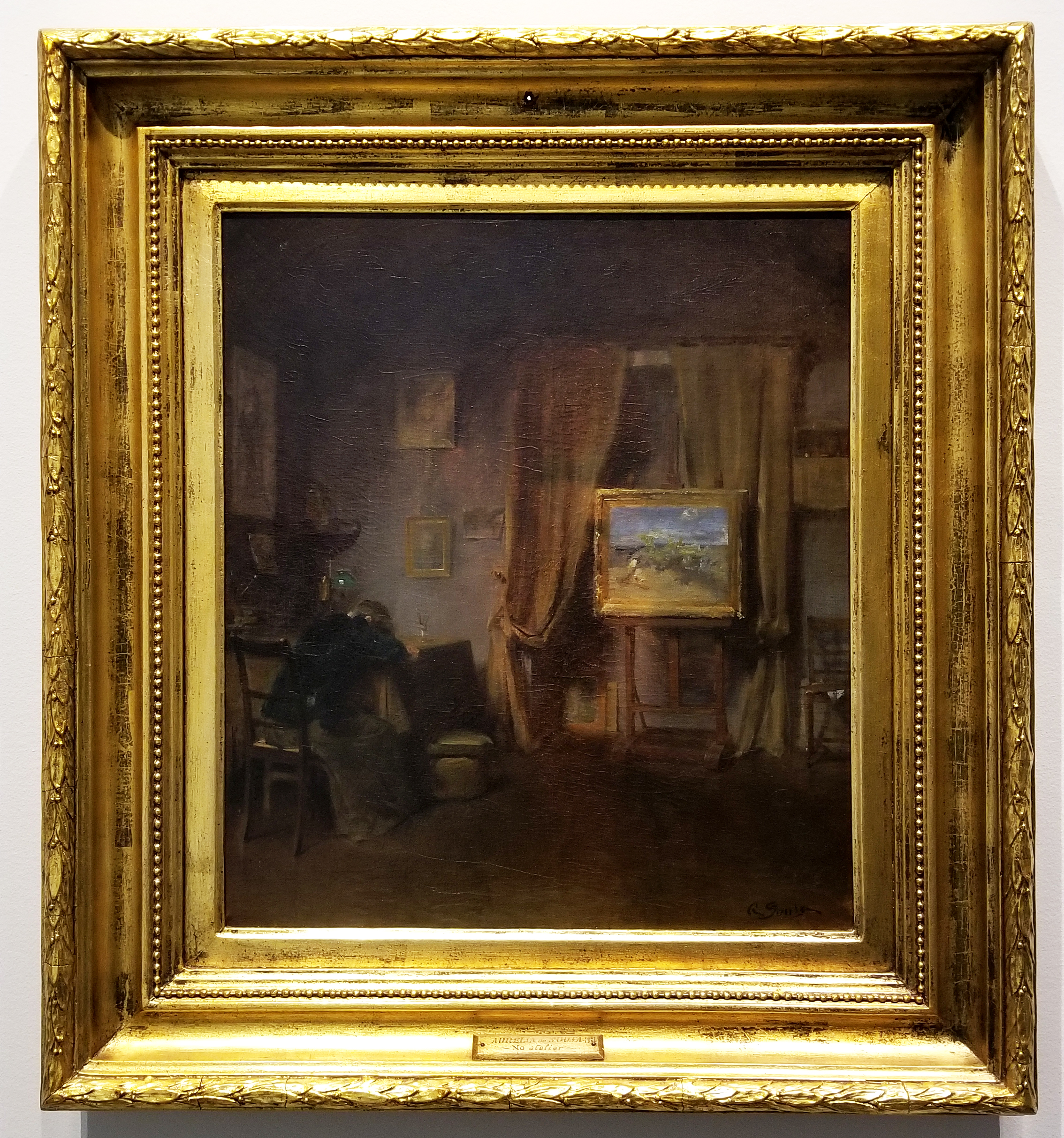
"No atelier" (1916), pintura a óleo de Aurélia de Sousa, Museu Nacional de Arte Contemporânea do Chiado, Lisboa

Em 1973, após ser organizada uma exposição no Museu Nacional de Soares dos Reis, com 161 peças da artista, crê-se que o evento arrancou o movimento mais contemporâneo de consagração de Aurélia de Sousa.
Em 1984, a artista e a sua irmã de Sofia de Souza foram novamente homenageadas com a retrospectiva Exposição de Obras de Aurélia de Souza e Sophia Martins de Souza Pertencentes à Casa-Museu de Artes Decorativas SOSS, na Casa Tait do Porto.
Em 1986, a sua obra esteve presente na exposição Os Naturalistas, em Macau.
Em 1987, o seu "Auto-retrato" foi exposto na exposição "Soleil et Ombres, l’Art Portugais du XIXème" em Paris, organizada pelo historiador José-Augusto França. Segundo o historiador a artista "é considerada um dos mais importantes artistas portugueses de 1900, não por ser uma mulher, mas por ser tão boa como [Henrique] Pousão, António Carneiro ou Columbano [Bordalo Pinheiro]".
Em 1996 foi inaugurada a Casa-Museu Marta Ortigão Sampaio no Porto. Para além de conter várias obras de outros pintores portugueses, a maior colecção de jóias de Portugal e outros artigos em exposição, o museu possui duas salas de exposição permanentes com o maior acervo público de pinturas naturalistas com influências realistas, impressionistas e pós-impressionistas das irmãs e pintoras Aurélia de Sousa e Sofia Martins de Souza. Em 2017, após uma requalificação do espaço, foi criada uma sala onde se encontram expostos os materiais de pintura e desenho que as pintoras utilizavam, fazendo ainda referência aos trabalhos fotográficos realizados por Aurélia de Sousa, não só nos seus tempos livres mas também como exercício de modelo ou rascunho para utilizar posteriormente nas suas obras.

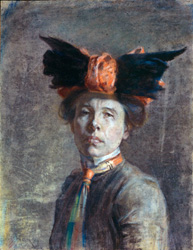
"Autorretrato com Chapéu" (1900), pintura a óleo de Sofia Martins de Souza exposta na Casa-Museu Marta Ortigão Sampaio, Porto

Em 2002, foi realizada a obra e tese de doutoramento de Maria João Lello Ortigão de Oliveira, publicada em 2006, "Aurélia de Souza em Contexto: a Cultura Artística no Fim de Século", cujo trabalho revelou várias obras da artista até então desconhecidas.
Em 2016, comissariada pela historiadora de arte Filipa Lowndes Vicente, a dupla-exposição "Aurélia, mulher artista", co-organizada pelas autarquias do Porto e de Matosinhos, com a colaboração do Centro Português de Fotografia, assinalou os 150 anos do nascimento de Aurélia de Sousa. Dividida entre a Casa-Museu Marta Ortigão Sampaio, no Porto, e o Museu da Quinta de Santiago, em Leça da Palmeira, Matosinhos, a exposição continha várias pinturas, desde paisagens e naturezas mortas a retratos e auto-retratos, interiores intimistas ou ainda cenas do quotidiano a cenas de rua pintadas em Paris ou na Bretanha, para além de desenhos a carvão, fotografias e objectos do espólio pessoal da artista.
Entre 2017 e 2018, a historiadora Raquel Pelayo realizou dois artigos de investigação, em colaboração com as Faculdades de Arquitectura e de Belas Artes da Universidade do Porto e o Instituto de Investigação em Arte, Design e Sociedade, denominados "Aurélia de Souza: O Feminismo ao Espelho", tendo como base as obras da artista e a relação com o preconceito ou discriminação de género vivida pelas mulheres artistas na sociedade oitocentista portuguesa, e "Aurélia de Souza: Pelo Brilho da Penumbra", uma análise da obra "Santo António" e as pistas que apontavam que a artista padecia de tuberculose.
Em 2021, no âmbito do Programa Cultural da Presidência Portuguesa do Conselho da União Europeia, foi realizada no Museu Calouste Gulbenkian, em Lisboa, a exposição "Tudo o que eu quero — Artistas portuguesas de 1900 a 2020" que reunia duas centenas de obras assinadas por 40 mulheres artistas portuguesas, contando com o mítico auto-retrato de Aurélia de Sousa, pintado em 1900, para além de outras obras criadas pelas artistas Helena Almeida, Joana Vasconcelos, Maria Helena Vieira da Silva, Fernanda Fragateiro, Lourdes Castro, Paula Rego, Ana Vieira, Salette Tavares, Maria José Oliveira, Sónia Almeida e Grada Kilomba, entre outros ilustres nomes.
Nesse mesmo ano, na data do seu aniversário, a empresa multinacional de serviços online e software Google apresentou um doodle comemorativo em homenagem à artista portuguesa.